# Gut Eichthal
Gut Eichthal ist ein Ortsteil von Overath im Rheinisch-Bergischen Kreis in Nordrhein-Westfalen, Deutschland.

## Lage und Beschreibung
Gut Eichthal liegt südlich von Overath zwischen der Agger und der Siegburger Straße (Bundesstraße 484) an der Grenze zum Rhein-Sieg-Kreis. Das ehemalige Gutshaus ist Sitz des Amts für Bodenpflege des LVR.
Es handelt sich um ein öffentlich zugängliches Gebäude mit Gartenpavillons in einem im Ansatz englischen Landschaftspark. Orte in der Nähe sind Broich, (von dort führt eine Fußgängerbrücke in den Park), Cyriax mit dem Schulzentrum, Kombach und Spich.

## Geschichte
Das Gelände gehörte ehemals zur Propstei Cyriax, einer Außenstelle der Benediktinerabtei St. Michael in Siegburg. 1803 ging es an einen landwirtschaftlichen Pächter. 1829 erwarb der Kölner Kaufmann Wilhelm Christians das Gelände. Vermutlich 1832 errichtete er das Hauptgebäude, pflanzte eine Reihe Eichen entlang der Aggerseite und gab dem Haus den Namen Eichthal.
Die Preußische Uraufnahme von 1845 zeigt den Wohnplatz noch unbeschriftet. Auf der Preußischen Neuaufnahme von 1895 ist der Ort auf Messtischblättern eingezeichnet und in den Folgeausgaben als Eichthal beschriftet. Der Ort gehörte im 19. Jahrhundert zur Gemeinde Heiliger in der Bürgermeisterei Overath im Kreis Mülheim am Rhein.
Der 1845 laut der Uebersicht des Regierungs-Bezirks Cöln als isoliertes Haus kategorisierter und Eichenthal bezeichneter Ort besaß zu dieser Zeit ein Wohngebäude mit einem Einwohner katholischen und drei Einwohnern evangelischen Bekenntnisses.
Eine Einwohnerliste von 1846 zählte in Eichenthal acht Bewohner: den evangelischen Ackerer Wilhelm Otto mit seiner Frau Amalia, die minderjährigen Kinder Amalia, Emilia, Carolina und Wilhelm, ferner die Dienstmagd Catharina Kirschbaum und den Dienstknecht  Wilhelm Pütz.  Auf der Liste Einwohner und Viehstand von 1848, die vornehmlich der Steuererhebung diente, notierte die Obrigkeit den Besitz von Wilhelm Otto: 2  Ochsen, 2 Kühe.
Zwischen 1854 und 1867 wurde das Gebäude von der Honrather Gewerkschaft, einer belgischen Minengesellschaft, genutzt. Deren Direktor ließ den englischen Garten anlegen. Die Gemeinde- und Gutbezirksstatistik der Rheinprovinz führt Eichthal 1871 mit einem Wohnhaus, aber keinen Einwohnern auf. 1880 ging es an den Kölner Architekten Wilhelm Gärtner, der 1891 einen Anbau errichtete.
Im Gemeindelexikon für die Provinz Rheinland von 1888 werden für Eichthal ein Wohnhaus mit fünf Einwohnern angegeben. 1895 besitzt der Ort ein Wohnhaus mit zwei Einwohnern, 1905 werden ein Wohnhaus und drei Einwohner angegeben.
Nach mehreren Eigentümerwechseln kaufte im Jahr 1900 der Kölner Kaufmann Carl Peters das Anwesen. Er besaß in Köln das Kaufhaus Peters auf der Breite Straße, aus dem später Karstadt hervorging. Im Jahr 1903 und Mitte der 1920er Jahre wurde das Anwesen komplett umgebaut, seitdem wurde aber das Haupthaus nicht mehr verändert. Beim zweiten Umbau errichtete Peters einen Gartenpavillon und erweiterte den englischen Garten.
1988 überschrieb seine Tochter Charlotte Peters das Anwesen der Stadt Overath.

## Heute
Heute befindet sich in dem Gebäude eine Außenstelle des Rheinischen Amtes für Bodendenkmalpflege.
Im Rahmen der Regionale 2010 war Gut Eichthal ein Standort für das noch von Michael Gechter initiierte Projekt „Brückenschläge Natur und Bildung“, bei dem naturbezogene Bildungsangebote, insbesondere für Jugendliche, offeriert wurden.
Die Stadt Overath plant, den englischen Garten wieder herzurichten. Auch eine Brücke über die Agger zu den Parkplätzen des nahen Schulzentrums Cyriax und eine Bademöglichkeit wurden errichtet.

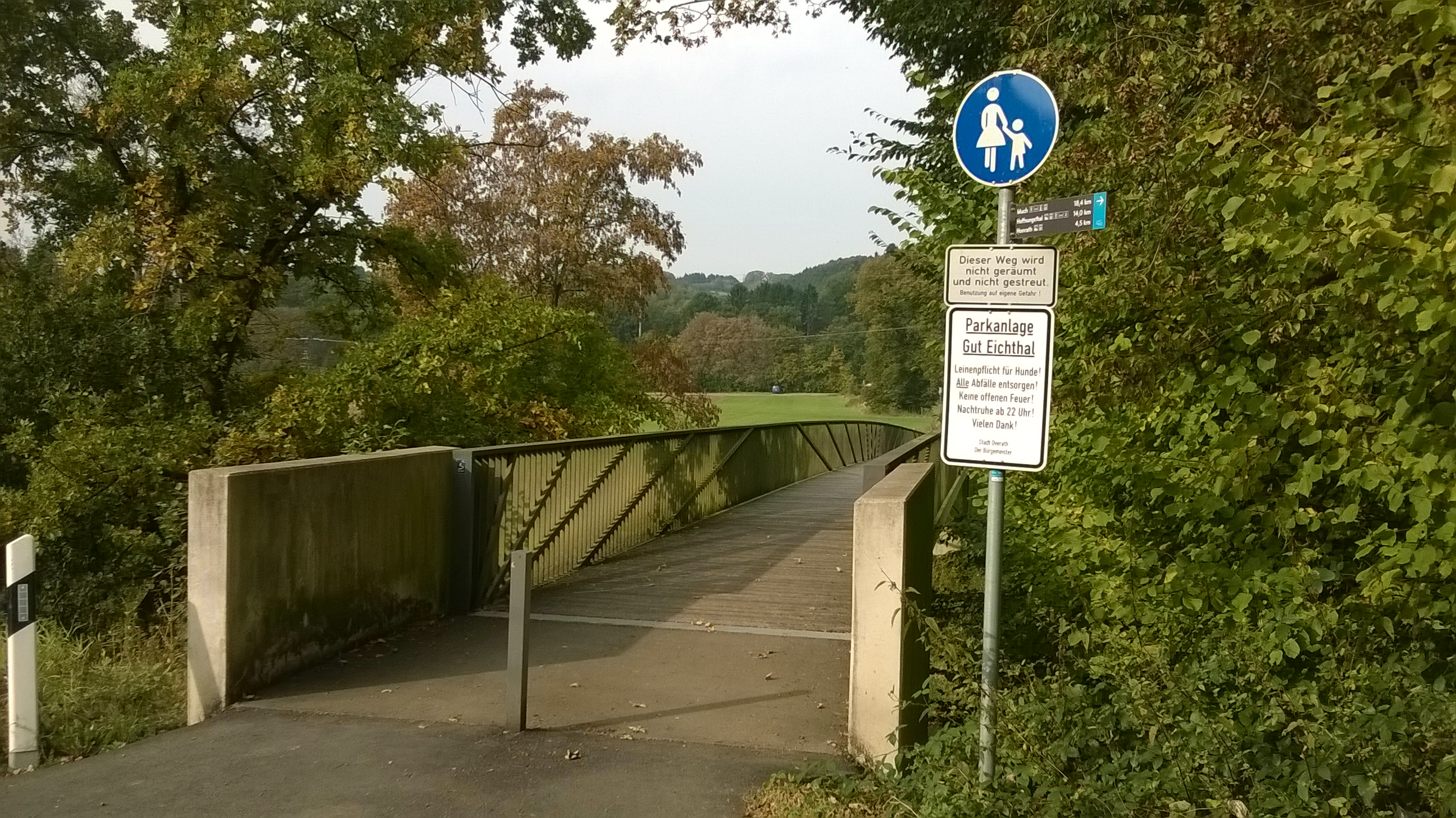
Fußgängerbrücke von Broich nach Gut Eichthal
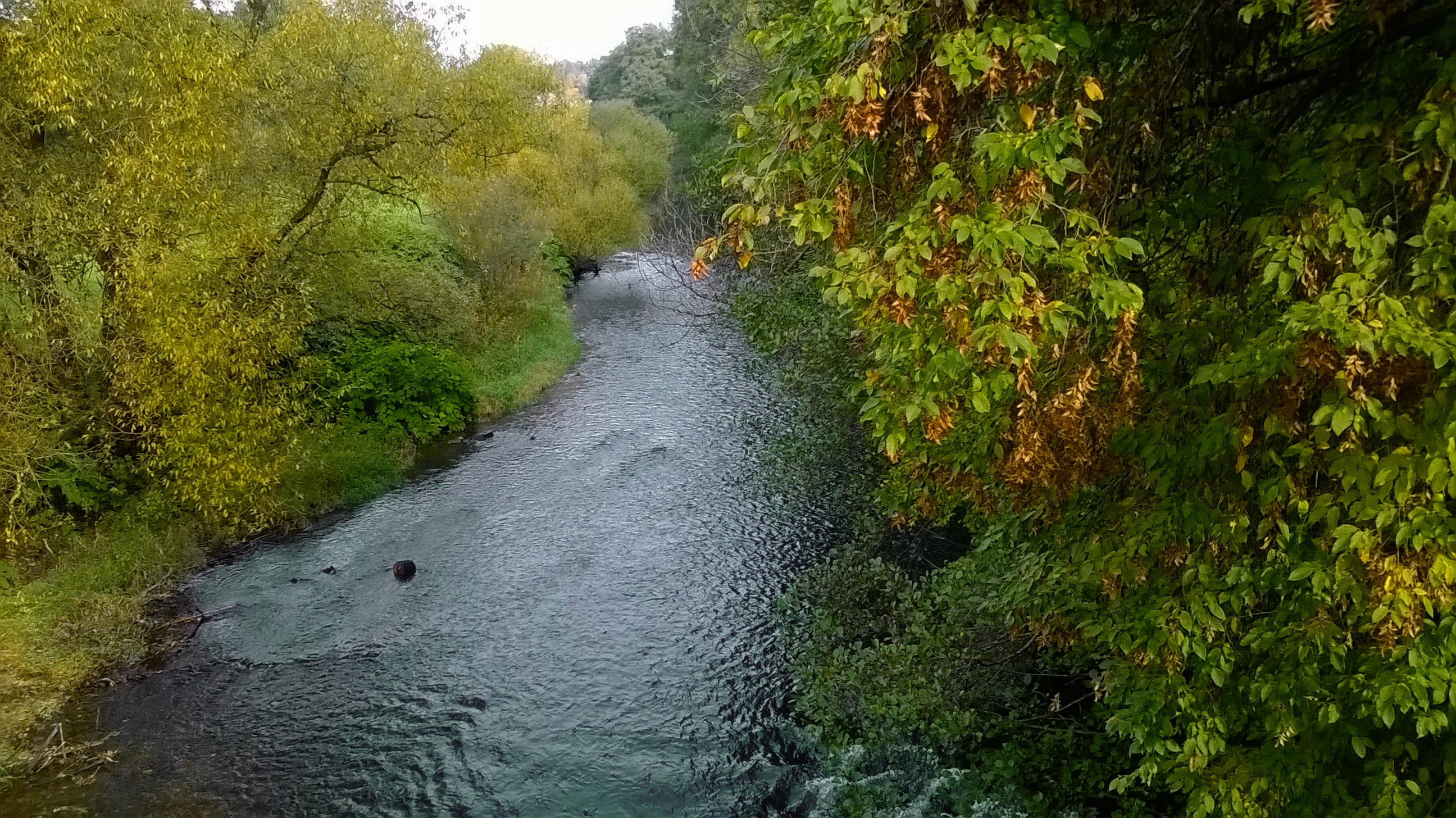
Agger zwischen Broich und Gut Eichthal